# Споживчі блага
Споживчі блага, споживчі товари (англ.  final good, consumer good) — вид економічного блага, товари або послуги, які задовольняють споживчі потреби.
Споживчі блага, призначені для безпосереднього (кінцевого) споживання, протиставляються капітальним благам, призначеним для виробництва інших благ (як споживчих, так й капітальних).

## Структура споживчих благ
- Товари особистого споживання безпосередньо задовольняють базові потреби (у їжі, одязі, житлі, меблях) або ж роблять життя людей змістовнішим і багатшим (особисті транспортні засоби, побутова техніка тощо).
- Товари виробничого призначення не беруть безпосередньої участі у задоволенні потреб споживачів, але вони роблять це опосередковано, тобто стають частиною виробничих ресурсів. Це товари у вигляді сировини та матеріалів, машин та устаткування, будівель заводів і офісів, обладнання і електростанцій тощо.
- Особисті послуги мають задовольняти потреби людини безпосередньо і спрямовуватися на кожного споживача окремо. Такі послуги людина отримує від лікаря і вчителя, адвоката і перукаря.
- Послуги виробничого (комерційного) призначення є невід'ємною частиною сучасного виробництва. Це — інформаційне забезпечення і банківські послуги, послуги транспорту, торгівлі, страхування виробничого ризику та прибутків і засобів виробництва.

## Класифікація благ

### Підходи до класифікації благ
Блага розділяються:
- а) за природою — на матеріальні та нематеріальні - духовні (духовні цінності).
- б) за натуральними характеристиками — на продукти і послуги;
- в) за ступенем віддаленості від кінцевого споживання — на споживчі блага і капітальні блага, ресурси;
- г) за тривалістю використання — на короткочасні і довготривалі;
- ґ) за характером споживання — на приватні і суспільні;
- д) за часом використання — на теперешні та майбутні.

### Блага за порядками
Австрійський економіст, один з засновників неокласичної економічної теорії і Австрійської школи економіки Карл Менгер у "Принципах політичної економії", розрізняє блага за ступенем їх наближення до безпосереднього задоволення потреб. Згідно його підходу, блага першого порядку — це блага, які безпосередньо задовольняють потреби (наприклад, продукти, які можна безпосередньо спожити), блага другого порядку — блага, які використовуються для виробництва благ першого порядку, блага третього порядку — блага, які використовуються для виробництва благ другого порядку й т.д.